# Керепеши
Керепе́ши (венг. Kerepesi) — самое известное кладбище в Будапеште. Одно из старейших кладбищ в Венгрии, которое почти полностью сохранилось как единое целое. Его иногда называют Пер-Лашез Будапешта.

## История
Первые захоронения на кладбище состоялись через два года после его открытия в 1849 году. С тех пор многочисленные представители венгерской элиты (политики, писатели, скульпторы, архитекторы, художники, композиторы, ученые, актёры) были похоронены здесь, некоторые из них в богато украшенных гробницах и мавзолеях.
После Второй мировой войны на кладбище организован мемориальный комплекс с захоронениями советских воинов, погибших при освобождении города, свыше 2 тысяч, — это одно из крупнейших сохранившихся советских и российских военных кладбищ в Европе.
Кладбище было закрыто для захоронений в 1952 году.
На кладбище расположено три мавзолея выдающихся венгерских государственных деятелей:
- Лайоша Баттьяни
- Ференца Деака
- Лайоша Кошута

Имеется также построенный в 1868 году мавзолей Абрахама Ганца, пионера венгерской тяжелой промышленности.
В 1874 году был открыт специальный участок для покончивших жизнь самоубийством и казнённых.

## Известные погребённые

### Политические деятели

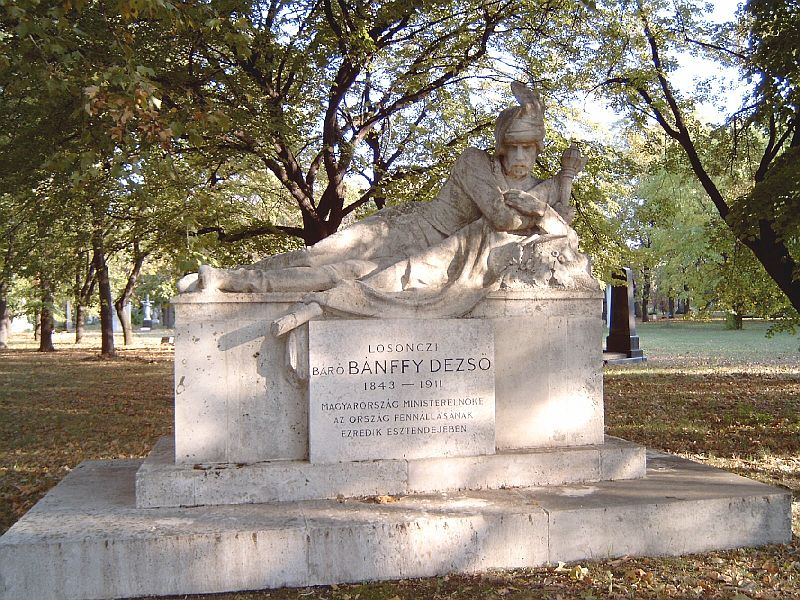
Могила барона Дезё Банфи

- Йожеф Анталл, премьер-министр, историк.
- Дезё Банфи, премьер-министр.
- Иштван Бетлен, премьер-министр.
- Шандор Векерле, премьер-министр Венгрии.
- Янош Кадар, премьер-министр Венгрии, глава MSZMP.
- Ференц Мюнних, премьер-министр Венгрии.
- Михай Каройи, первый Президент Венгрии.
- Ференц Мадл, президент Венгрии.
- Эфтимие Мургу, философ,  революционер-демократ.
- Ференц Рожа, деятель венгерского коммунистического движения.

### Писатели, поэты
- Эндре Ади, поэт
- Янош Арань, поэт
- Михай Бабич, поэт
- Бела Балаж, писатель, сценарист
- Ференц Фердинанд Баумгартен, писатель, критик, историк литературы
- Беницкая-Байза, Элеонора, писательница
- Янош Гарай, поэт и драматург
- Дьёрдь Фалуди, писатель, поэт, переводчик
- Мате Залка, писатель
- Игнотус, писатель, поэт, критик
- Бела Иллеш, писатель, драматург
- Мор Йокаи, писатель
- Аттила Йожеф, поэт
- Карл Мария Кертбени, писатель, переводчик
- Карой Кишфалуди, поэт, драматург, художник
- Дежё Костолани, поэт, писатель
- Дьюла Круди, писатель
- Кальман Миксат, писатель
- Жигмонд Мориц, писатель
- Миклош Радноти, поэт
- Енё Ракоши, драматург
- Михай Танчич, писатель
- Михай Верешмарти, поэт (его могила — одна из старейших сохранившихся гробниц)
- Гергей Чики, драматург

### Другие
- Миклош Барабаш, художник
- Мария Базилидес, оперная певица
- Барчаи, Енё, художник
- Отто Титус Блати, инженер, автор шахматных этюдов
- Эндрю Дж. Вайна, кинопродюсер, бизнесмен
- Арминий Вамбери, лингвист
- Артур Гёргей, военачальник
- Тивадар Костка Чонтвари, художник
- Лоранд Этвеш, физик
- Ференц Эркель, композитор
- Карой Ференци, художник (здесь же похоронены его дети Бени Ференци и Ноэми Ференци)
- Дьёрдь Хевеши, лауреат Нобелевской премии по химии
- Миклош Ибль, архитектор
- Миклош Ижо, скульптор
- Игнац Земмельвайс, врач-акушер, один из первых предложивший асептику для рожениц
- Иштван Лашшу, статистик и географ.
- Эдён Лехнер, архитектор
- Липот Фейер, математик
- Бела Мадьяри, космонавт
- Имре Надь, артист эстрады
- Янош Фадруж, скульптор
- Карой Лотц, художник
- Дьёрдь Лукач, философ
- Виктор Мадарас художник
- Ласло Меднянский, художник
- Михай Мункачи, художник
- Саму Печ, архитектор
- Карл Поланьи, экономист
- Фридьеш Рис, математик
- Имре Штейндль, архитектор
- Игнац Альпар, архитектор
- Габор Сарваш, лингвист
- Лео Силард, физик
- Михай Зичи, живописец, график
- Кларк, Адам, шотландский инженер-строитель.
- Анатолий Иванович Кузьмин, Герой Советского Союза.
- Иштван Дези Хубер, художник